# 塞尼亚
塞尼亚（挪威語：Senja）是挪威特罗姆斯郡的市镇，行政中心为芬斯內斯镇。市镇面积为1,955.03平方公里，2023年时人口数量为14,851人。

## 历史
2017年3月，挪威議會投票决定合并贝格、托什肯、倫維克和特拉訥于四个市镇。2020年1月1日，新市镇设立，并命名为塞尼亚市镇。
2024年1月1日，随着特罗姆斯-芬马克郡解散为两个郡份，此市镇称为重新设立的特罗姆斯郡。